# D·J·伯恩斯
小德怀特·基思·伯恩斯（2000年10月13日—）為美國男子籃球運動員，現效力於韓國籃球聯賽高陽索諾天空槍手。

## 職業生涯
2024年9月14日，韓國籃球聯賽高陽索諾天空槍手與贾内尔·斯托克斯終止合約關係，引進伯恩斯。9月15日，伯恩斯飛抵臺灣與正在臺灣移地訓練的高陽索諾天空槍手會合。

## 外部連結
- D·J·伯恩斯在韓國籃球聯賽官網（英语）
- D·J·伯恩斯在Sports-Reference.com（NCAA）（英语）
- D·J·伯恩斯在Eurobasket.com（球員）（英语）
- D·J·伯恩斯在Proballers（英语）
- D·J·伯恩斯在RealGM（英语）
- D·J·伯恩斯在Flashscore（英语）